# Elza Soares
Elza Soares   (Rio de Janeiro, 23 de juny de 1930 - Rio de Janeiro, 20 de gener de 2022) va ser una cantant i compositora brasilera, destacant principalment en els gèneres de samba i MPB. L'any 1999 va ser triada per la BBC Radio com la cantant brasilera del mil·lenni. Fou la guanyadora del Premi Grammy Llatí al millor àlbum d'MPB de 2016.

## Biografia

### Primers anys de vida
Va néixer en una família molt humil en la favela Moça Bonita, actualment anomenada Vila Vintém, al barri carioca de Padre Miguel. Els seus pares eren Avelino Gomes, pedrer i Rosária Maria da Conceição, bugadera. Quan Elza encara era petita, la família es va traslladar al barri d'Água Santa, on es va criar.

### Primer matrimoni
Als dotze anys (altres fonts diuen que va ser als tretze), Elza va ser obligada pel pare a abandonar els estudis i casar-se amb Lourdes Antônio "Alaordes" Soares, un amic d'ell. Aquest havia intentat abusar de la menor i el pare d'Elza va creure convenient concertar el matrimoni per estalviar-se l'escàndol i "salvar l'honor" de la filla. Elza va patir molt en aquest matrimoni, a causa de la violència domèstica i els abusos sexuals soferts.
Alaordes va morir de tuberculosi als anys 50. Van tenir set fills: els dos primers van morir a les poques setmanes de vida, desnodrits. Després arribaren João Carlos, Gerson (que va ser entregat en adopció) i Gilson. Dilma, la seva primera filla, va ser segrestada amb un any d'edat i no van retrobar-se fins trenta anys després. L'última filla de la parella fou la Sara.

### Debut artístic

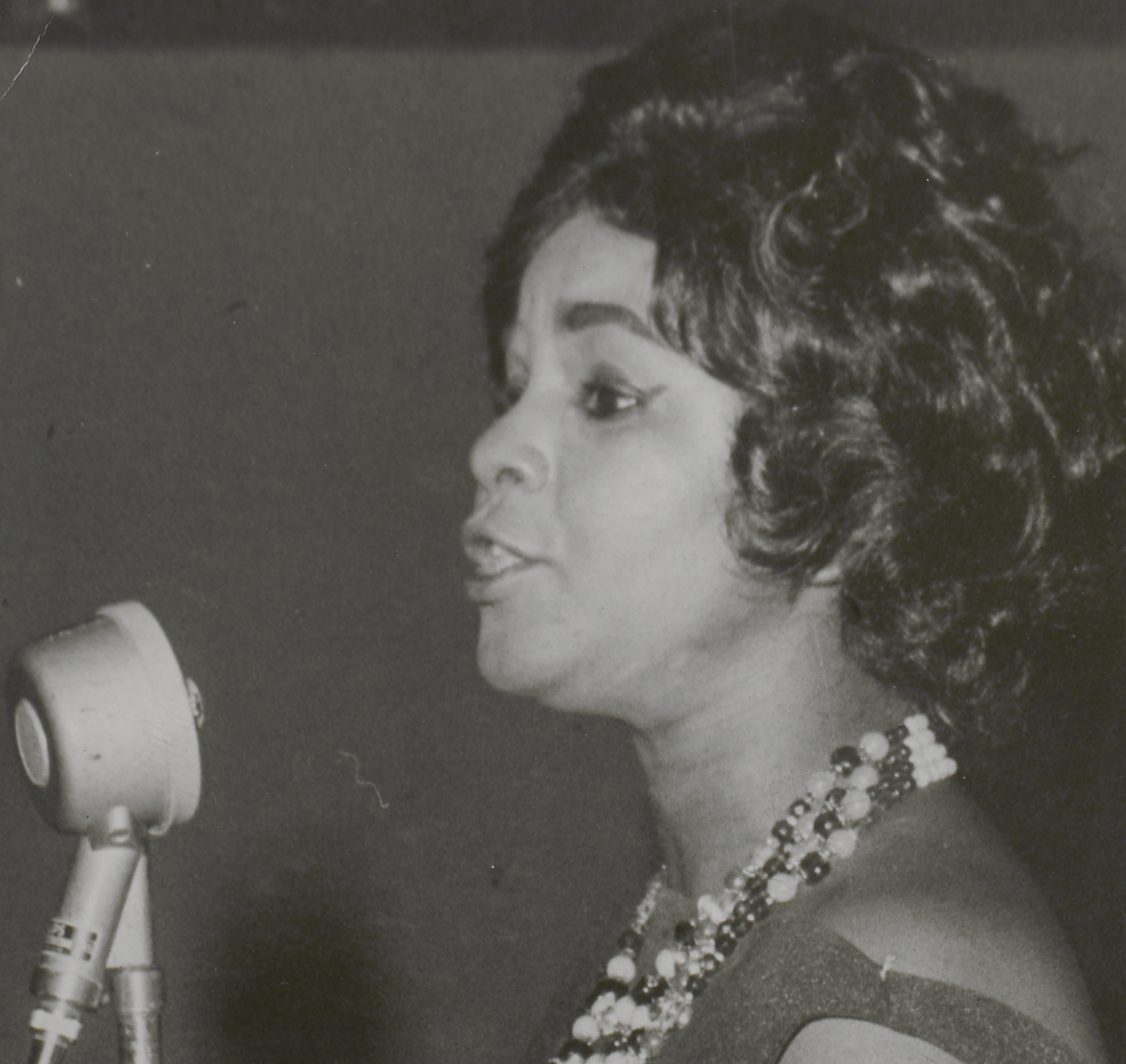
Elza Soares, 1964.

Elza Soares havia treballat ocasionalment com a cantant en bars de Rio. Animada pels consells de familiars i amics, va presentar-se en un concurs televisiu per cantants novells, Calouros em desfile, presentat per l'artista Ary Barroso. És molt recordat el moment en què Soares aparegué en escena, portant un vestit prestat que li anava gran. Barroso rigué d'ella i li preguntà de quin planeta havia vingut, responent la cantant: «Del mateix planeta que vostè, senyor. Del planeta fam». Elza va aconseguir la millor puntuació del concurs, amb la interpretació que va fer de Lama, tema de Paulo Marques i Aylce Chaves.
En el transcurs d'una gira per Argentina, va ser estafada pel seu mànager, qui la va deixar sense diners. Va haver de buscar-se ella sola actuacions a bars per guanyar-se la vida i poder estalviar per comprar un passatge i poder tornar al Brasil. En aquell període va morir el seu pare, sense que se'n pogués acomiadar.
La cantant Sylvia Telles va oferir-li una prova a la discogràfica Odeon Records. Va reeixir i va signar un contracte amb ells. El seu primer disc, Se Acaso Você Chegasse, llançat el 1960, va ser un èxit radiofònic.
La carrera artística d'Elza Soares es va basar en una posada en escena molt enèrgica, en la seva veu ronca i en una temàtica combativa contra les desigualtats social, racial i de gènere.

### Relació amb Garrincha

Elza amb el seu segon marit, el futbolista Garrincha, 1971.

Soares va conèixer el futbolista del Botafogo Manuel Francisco dos Santos "Garrincha" el 1962, any en què l'extrem va ser declarat millor jugador de la Copa del Món de Futbol. Ell era casat i, al cap d'un any, la cantant va exigir al davanter que tries entre ella i la seva dona. Garrincha va decidir deixar la Nair Marques i fer pública la relació amb l'Elza, amb qui contrauria matrimoni el 1966. L'afer va ser tractat com un gran escàndol i jugador i artista van veure com la seva popularitat queia en picat, al punt de rebre amenaces, atacs, assalts i intents de segrest. Van decidir deixar Rio de Janeiro i traslladar-se a São Paulo el 1967. Com els atacs no van cessar, la família va marxar a viure a Roma el 1969, on van residir fins 1971. Van tenir un únic fill, Manoel Francisco "Garrinchinha", nascut el 1976.
Igual que en el seu primer matrimoni, la relació amb dos Santos fou bastant difícil. El futbolista era alcohòlic. En un accident de trànsit mentre conduïa begut, va causar la mort de la sogra, Dona Rosária. Garrincha també agredia verbal i físicament la dona, a més de trair-la i humiliar-la públicament.
El 1982, Soares decideix posar fi a la relació i es va divorciar. El futbolista moriria un any després, a causa d'una cirrosi hepàtica provocada per l'alcoholisme crònic. L'11 de gener de 1986, Garrinchinha va morir en un altre accident de trànsit, quan el cotxe en el qual viatjava va caure daltabaix d'un pont. La pèrdua del fill petit va sumir la cantant en una greu depressió. Va cometre un intent de suïcidi i va caure en l'addicció als narcòtics i l'alcohol.

### Renaixement
Després de la mort de Garrinchinha, Soares deixa la seva carrera en pausa. Passa a viure als Estats Units, on té problemes amb una secta, amb el departament d'immigració estat-unidenc i es veu involucrada en un cas de frau. Però, també és un temps en què comença a experimentar amb la seva música, apropant-se a estils fins ara desconeguts per ella, col·laborant per exemple amb rockers com Cazuza, Lobão o Branco Mello, de la banda Titãs.
D'ençà una caiguda durant un concert a Rio de Janeiro, el setembre de 1999, va haver de ser operada de la columna vertebral. La seva mobilitat es va veure reduïda: es desplaçava habitualment en cadira de rodes i actuava asseguda durant els espectacles.
El llançament del seu àlbum Do cóccix até o pescoço (2002) va suposar el retrobament amb la crítica especialitzada i el gran públic. En aquest treball, que rebé una nominació al Grammy Llatí, hi intervingueren grans noms de la música brasilera: Caetano Veloso, Chico Buarque, Carlinhos Brown i Jorge Ben Jor.
Entre 2002 i 2008 va conviure amb el raper Anderson Lugão, 46 anys menor que ella. Lugão va col·laborar també en els treballs de la cantant d'aquella època i va ser l'artífex d'introduir estils més moderns (hip hop, música electrònica) en el repertori de la sambista. Va ser el cas de l'àlbum Vivo Feliz, de 2004.
Just després va mantenir una relació durant quatre anys (2008 - 2012) amb el cineasta Bruno Lucide, amb qui es portava 52 anys. Quan ha estat qüestionada per aquest assumpte, Elza Soares ha manifestat que «se sentia feliç d'haver tingut dues relacions afectives en una edat en la qual moltes dones es tanquen, no esperen nous amors ni més sexe».

### Últims èxits
Els tres últims àlbums d'Elza Soares han estat A Mulher do Fim do Mundo, Deus É Mulher i Planeta Fome, de 2015, 2018 i 2019 respectivament. En ells, ha remarcat el seu discurs feminista i la reivindicació de la cultura afrobrasilera. Tots tres van rebre nominacions als Grammy Llatins, enduent-se el premi al millor àlbum d'MPB de 2016.
Amb aquests treballs, la cantant va fer gires per tot el Brasil, les Amèriques i Europa. Amb 87 anys, el 2017 va actuar en festivals com el Primavera Sound de Barcelona o el Rock in Rio.
El 20 de gener de 2021, la cantant va finar en el seu domicili de Rio, per causes naturals. La capella ardent, el dia següent, fou emplaçada al Theatro Municipal de Rio de Janeiro i fou sepultada al cementiri Jardim da Saudade.

## Discografia
| - Se acaso você chegasse (Odeon, 1960) - A bossa negra (Odeon, 1960) - O samba é Elza Soares (Odeon, 1961) - Sambossa (Odeon, 1963) - Na roda do samba (Odeon, 1964) - Um show de Elza (Odeon, 1965) - Com a bola branca (Odeon, 1966) - O máximo em samba (Odeon, 1967) - Elza, Miltinho e samba (Odeon, 1967) - Elza Soares, baterista: Wilson das Neves (Odeon, 1968) - Elza, Miltinho e samba - vol. 2 (Odeon, 1968) - Elza, carnaval & samba (Odeon, 1969) - Elza, Miltinho e samba - vol. 3 (Odeon, 1969) - Samba & mais sambas (Odeon, 1970) - Maschera negra / Che meraviglia (Itàlia, 1970) - Elza pede passagem (Odeon, 1972) - Sangue, Suor e Raça (Odeon, 1972), amb Roberto Ribeiro - Elza Soares (Odeon, 1973) | - Elza Soares (Tapecar, 1974) - Nos braços do samba (Tapecar, 1975) - Lição de vida (Tapecar, 1976) - Pilão + Raça = Elza (Tapecar, 1977) - Senhora da terra (CBS, 1979) - Elza negra, negra Elza (CBS, 1980) - Som, amor trabalho e progresso / Senta a púa (RGE, 1982) - Alegria do povo / As baianas (Recarey, 1985) - Somos todos iguais (Som Livre, 1985) - Voltei (RGE, 1988) - Trajetória (Universal Music, 1997) - Carioca da Gema - Ao vivo (1999) - Do cóccix até o pescoço (Maianga, 2002) - Vivo feliz (Tratore, 2003) - Beba-me - Ao vivo (Biscoito Fino, 2007) - A Mulher do Fim do Mundo (Circus, 2015) - Deus É Mulher (Deckdisc, 2018) - Planeta Fome (Deckdisc, 2019) |

### Recopilatoris
| - Grandes Sucessos de Elza Soares (Tapecar, 1978) - Salve a Mocidade (Tapecar, 1997) - Meus Momentos – Volumes 1 & 2 (EMI Brasil, 1994) | - Elza Soares – Raízes do Samba (EMI Brasil, 1999) - Sambas e mais sambas - vol. 2 (Raridades) (EMI Brasil, 2003) - Deixa a nega gingar - 50 anos de carreira (EMI Brasil, 2009) |

El dia que Soares va traspassar, el seu representant Pedro Loureiro va declarar que l'artista estava produint un nou treball, sense títol provisional i que esperava que pogués ser publicat com a homenatge pòstum. També va informar que Soares havia estat enregistrant un DVD amb els seus darrers concerts i que l'última cançó que va interpretar en directe fou A mulher do fim do mundo. La tornada d'aquesta cançó diu:
| «                                              | (portuguès) Eu quero cantar até o fim Me deixem cantar até o fim Até o fim eu vou cantar Eu vou cantar até o fim Eu sou mulher do fim do mundo Eu vou, eu vou, eu vou cantar, me deixem cantar até o fim. | (català) Vull cantar fins al final Deixeu-me cantar fins al final Fins al final jo cantaré Jo cantaré fins al final Soc la dona de la fi del món Jo vaig, jo vaig, jo vaig a cantar, deixeu-me cantar fins al final. | » |
| — Elza Soares, A mulher do fim do mundo (2015) | | |   |

## Grammy Llatins
- 2003 - Nominada al Millor àlbum d'MPB, per Do cóccix até o pescoço.[43]
- 2016 - Nominada a la Millor cançó en llengua portuguesa, per Maria da Vila Matilde.[44]
- 2016 - Guanyadora del Millor àlbum d'MPB, per A Mulher do Fim do Mundo.[45]
- 2018 - Nominada al Millor àlbum d'MPB, per Deus É Mulher.[46]
- 2020 - Nominada a la Millor cançó en llengua portuguesa, per Libertação.[47]

## Homenatges

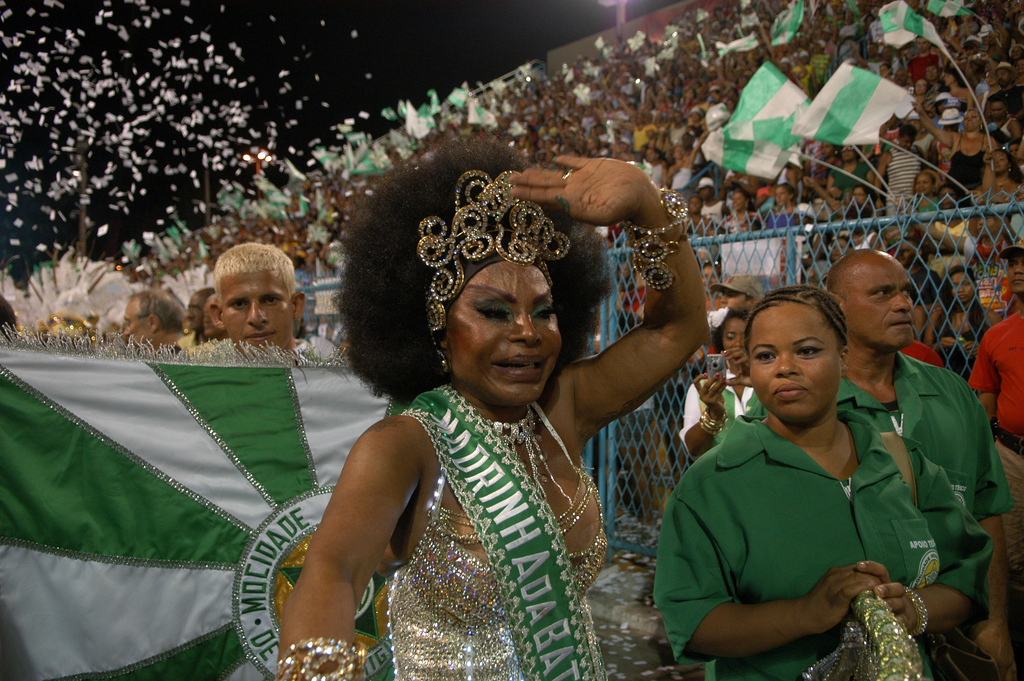
Soares desfilant amb l'escola Mocidade, el 2010.

La vida d'Elza Soares va inspirar tres samba-enredos interpretats en concursos d'escola de samba del Carnaval:
- Cabuçu Dá a Elza Na Avenida! - Unidos do Cabuçu (Rio), 2012.[48]
- Elza Soares - Planeta Fome, nasce uma Estrela! - Bola Preta (Sobradinho, DF), 2013.[49]
- Elza Deusa Soares - Mocidade Independente de Padre Miguel (Rio), 2020.[50]

Va ser una de les intèrprets que van actuar en representació de la música carioca en la cerimònia d'apertura dels Jocs Olímics de Rio 2016, versionat Canto de Ossanha, de Baden Powell.
La directora Elizabete Martins Campos va enregistrar la cantant durant tres anys, mentre produïa d'un documental sobre la seva vida. Va estrenar-se el 2018 amb el títol My name is now, Elza Soares.
L'any 2019 va rebre el títol de doctora honoris causa per la Universitat Federal de Rio Grande do Sul.